# 上克蘭茨山 (韋特施泰因山脈)

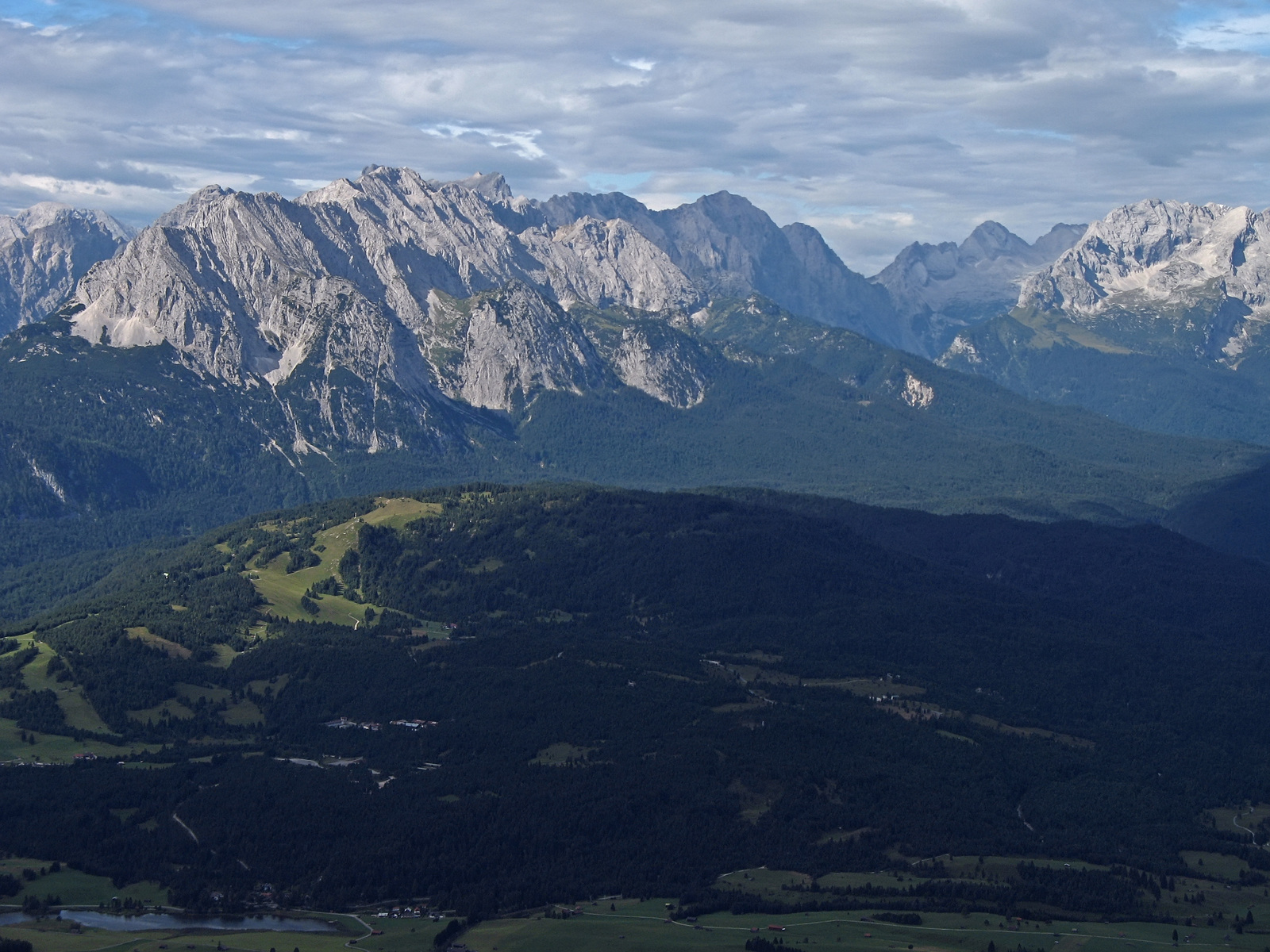

47°27′10″N 11°13′26″E / 47.45278°N 11.22389°E
上克蘭茨山（德語：Hoher Kranzberg），是德國的山峰，位於該國東南部，由巴伐利亞負責管轄，屬於韋特施泰因山脈的一部分，處於米滕瓦爾德西面，海拔高度1,397米。